# Комбіновані методи підвищення нафтовилучення
Комбіновані методи підвищення нафтовилучення — комбіновані методи впливу на пластову систему, при якому поєднуються гідродинамічний та тепловий методи, гідродинамічний та фізико-хімічний методи, тепловий та фізико-хімічний методи тощо.
Ситуація в нафтогазовій галузі, потребує розроблення та впровадження технологій, які б комплексно вирішували завдання підвищення продуктивності малодебітних свердловин і підключення до активної розробки нерухомих та малорухомих запасів вуглеводнів у низькопроникних зонах та інтервалах пласта. Це обумовлює необхідність створення і залучення до практичного використання технологічних рішень, які базуються на комплексному застосуванні відомих методів інтенсифікації роботи свердловин та нових високоефективних методів, засобів та прийомів одночасного вирішення широкого кола геолого-промислових задач, що дають можливість збільшити поточний видобуток вуглеводнів.

## Загальний опис
Останнім часом у світовій практиці все ширше застосування знаходять комбіновані технології, засновані на поєднанні теплового та хімічного впливу на пласти.
Комбіновані методи поєднують фізичні, хімічні, біологічні методи.
- Фізико-хімічні методи підвищення нафтовилучення — методи діяння на нафтові поклади, які покращують заводнення (за рахунок зниження міжфазового поверхневого натягу і зміни відношень рухомостей фаз) і сприяють вилученню залишкової нафти із заводнених пластів. До першої групи належать методи запомповування водних розчинів поверхнево-активних речовин (заводнення розчинами ПАР), полімерного заводнення, лужного заводнення (розчини лугів) і силікатно-лужного заводнення (розчин силікату натрію з лужними властивостями), сірчано-кислотне заводнення (нагнітання сірчаної кислоти у вигляді облямівки), а до другої — методи витіснення нафти діоксидом вуглецю (газ, рідина, водний розчин) та міцелярними розчинами і міцелярно-полімерне заводнення (облямівки міцелярного і полімерного розчинів).
- Внутрішньопластове горіння (хіміко-фізичний або термо-хімічний метод) — ґрунтується на екзотермічних хімічних окиснювальних реакціях пластової нафти із закачуваним у пласт окиснювачем (звичайно киснем повітря); часто в зону генерації тепла подаються також вуглеводневий газ і вода. За співвідношенням витрат води і повітря розрізняють сухе (без нагнітання води), вологе (нагнітають води до 2-3 л/м3) і надвологе (те ж понад 2-3 л/м3) горіння. Створення зони екзотермічних реакцій, яка переміщується по пласту, нагріває нафту, зменшує її в'язкість (фізичні процеси) і, як результат, збільшує видалення неспаленої її частини (часто цей метод експлуатаційники зараховують до теплових, хоча природа утворення тепла — хімічна).
- Реагентно-гідроімпульсна віброструминна обробка нафтових свердловин — комбінований спосіб збільшення нафтовидобутку свердловин. Технологія реалізується за допомогою віброструминного декольмататора, що руйнує кольматаційні утворення закачуванням в привибійну зону кислот або інших реагентів шляхом багаторазових гідравлічних ударів і виносу на поверхню продуктів реакції.
- Гідравлічний розрив пласта (фізико-хімічний метод, гідроудар складає його фізичну частину, декілька сотень застосовуваних реагентів — хімічну). Кислотний гідравлічний розрив пласта (КГРП), селективний, направлений, MSW-frac (Multy Storey Well + fra-cking) — технологія «багатоповерхового» буріння з проведенням ГРП, газодинамічний розрив пласта (ГДРП).
- Електрогідравлічна та електрична обробка нафтових свердловин застосовується для підвищення нафтовилучення. При електричному розряді між двома електродами в рідкому середовищі відбувається формування каналу наскрізної провідності з наступним його розширенням до низькотемпературної плазмової каверни, що утворює ударну хвилю і хвилі стиснення. Поширюючись в присверд¬ловинній зоні, вона руйнує кольматаційні утворення. Ефективність електрогідравлічної обробки визначається тиском ударної хвилі і числом генеруючих імпульсів уздовж інтервалу перфорації.
- Воднева термобарохімічна технологія збільшення продуктивності нафтових, газових та газоконденсатних свердловин —забезпечує розкольматування привибійної зони продуктивних пластів. Полягає в комплексному водневому термобарохімічному впливі на кольматаційну зону пласта. Використовується ефект водне¬вої активації процесів дифузії та фільтрації флюїду в пористому сере¬довищі продуктивного пласта під час протікання екзотермічної реакції.
- Імпульсно-ударні методи діяння на нафтові поклади впливають на породи потужними ударними хвилями, що генеруються під час вибуху на вибої глибинних бомб і зарядів вибухових речовин (ВР) спеціального призначення. Утворювана при цьому мережа тріщин у твердих породах поряд із супутніми вибуху тепловими ефектами та фізико-хімічними змінами властивостей нафти під впливом продуктів вибуху, що проникають у пори пласта, створюють умови, які сприяють поліпшенню припливу нафти й газу до свердловин. Крім того, на нафту позитивно впливають продукти згоряння, збільшуючи її текучість. Як правило, продукти згоряння містять діоксид вуглецю, соляну кислоту, воду, хлор, оксиди азоту. Ці речовини діючи на продуктивний пласт розчиняють карбонатні складові породи, руйнують адсорбційні шари на межах розділу. Сукупна дія фізичних і хімічних чинників приводить до збільшення дебітів свердловин.
- Термокислотна обробка свердловини — комбінований процес, у першій фазі якого здійснюється термохімічна обробка, у другій (без перерви у часі) — звичайна, проста соляно-кислотна обробка.

Крім того, до комбінованих методів підвищення нафтовилучення належать:
- термополімерне заводнення;
- термолужний вплив;
- закачування пари з розчинником;
- парогазовий вплив;
- комбінація теплового впливу із внутрішньопластовою генерацією хімреагентів та ін.

## Комбінація теплового впливу із закачуванням розчинника

Рисунок 1 — Зміна коефіцієнта витіснення залежно від об'єму відбору рідини із пласта в частках порового об'єму
1 — базовий дослід, концентрація розчинника 0 %; 2 — концентрація розчинника у зоні суміші 45 %; 3 — концентрація розчинника у зоні суміші 15 %.

Відомо, що при витісненні високов'язкої нафти парою механізм змішуваного витіснення проявляється вкрай слабко. Для підвищення ролі цього механізму перед нагнітанням або в процесі нагнітання пари вводять деяку кількість розчинника.
На графіку (рис. 1) показано зміну коефіцієнта витіснення залежно від об'єму відбору рідини з пласта (в частках порового об'єму) для дослідів з однаковим розміром зони суміші та з різною концентрацією розчинника у суміші. Для порівняння наведено графік залежності для витіснення «чистої» (без розчинника) нафти парою.
Експериментально встановлено, що існує деяка оптимальна концентрація розчинника у суміші, подальше збільшення якої при однаковому розмірі зони суміші приводить до передчасного прориву суміші на виході. Надлишок розчинника не встигає перемішуватися з вихідною нафтою та створює у пласті канали, якими надалі фільтрується конденсат пари. Про це свідчить зниження темпу зростання коефіцієнта витіснення (рис. 1, крива 2). При середній концентрації розчинника в суміші вона близька до оптимальної (рис. 1, крива 3). В результаті обробки експериментальних даних встановлено, що максимальний приріст коефіцієнта витіснення спостерігається при збільшенні розміру зони суміші до 0,12 — 0,15 від довжини моделі пласта та при оптимальній концентрації розчинника у суміші близько 30 %. У цьому ж інтервалі різко знижується співвідношення в'язкості нафти та суміші нафти з розчинником, що є визначальним чинником для попередження передчасного прориву розчинника та підвищення ефективності процесу.
Як показали дослідження, немає необхідності у створенні облямівки розчинника великих розмірів. Наприклад, для досягнення коефіцієнта витіснення 0,7 при застосуванні облямівки розчинника в розмірі 0,05 від порового об'єму пласта об'єм облямівки пари становить 0,45 від довжини моделі пласта, а без облямівки розчинника — 0,8, тобто майже вдвічі більше.
Враховуючи економічні критерії, рекомендований розмір облямівки розчинника, що передує закачування в пласт пари — 0,05 — 0,1 від порового об'єму пласта.
Отже, за результатами досліджень зроблено такі висновки:
- 1. Обробка свердловин розчинниками не призводить до зростання нафтовилучення, але дозволяє підвищити темп відбору нафти з покладу за природного режиму розробки.
- 2. Закачування розчинника перед закачуванням у пласт теплоносіїв сприяє значному збільшенню нафтовилучення та темпів відбору нафти.
- 3. Закачування у пласт розчинника може використовуватись як метод регулювання процесу теплового впливу, який рекомендується застосовувати для обробки нереагуючих видобувних свердловин та нагнітальних свердловин з низькою приймальністю з метою зниження фільтраційних опорів привибійних зон.

## Комбіновані технології теплового впливу на пласт із закачуванням газу
Одним із недоліків насиченої водяної пари, як теплоносія, є різке скорочення її об'єму при конденсації пари в міру руху її за пластом. Для усунення цього недоліку до пари, що нагнітається, додаються гази, які не конденсуються (азот, повітря, метан та ін.). Додавання газу призводить до зміни відносної проникності, сприяє підтри¬муванню тиску, а також у відомих випадках впливає на саму нафту в результаті розчинення та хімічних реакцій газу з фракціями нафти.
Для одночасного нагнітання в пласт пари та продуктів згоряння розроблені спеціальні парогазогенератори. На вхід у парогазогене-ратор газ та вода подаються відповідно компресором та насосом. До комплекту установки входить камера згоряння високого тиску та випарник, в якому із води за її безпосереднього контакту з продуктами згоряння утворюється пара.
При використанні глибинних парогазогенераторів високого тиску (глибинних парогазогенераторів) передбачається нагнітання в пласт суміші водяної пари та газоподібних продуктів згоряння. У цьому випадку відношення газ-пара залежить від стехіометрії реакції. Так, для отримання 1 т пари сухістю 80 % з питомою ентальпією 570 ккал/кг (беручи за вихідну температуру навколишнього середовища) потрібно 63 кг палива, теплота згоряння якого не нижча за 9500 ккал/кг при тепловому ККД 95 %. Для зниження цього значення слід або комбінувати нагнітання чистої пари та парогазової суміші, або використовувати як окиснювач кисень чи збагачене киснем повітря.
Для підвищення нафтовилучення родовищ в'язкої нафти запропоновано нагнітати разом з парою метан (або природний газ), діоксид вуглецю чи повітря. В лабораторних умовах досліджувався ефект подачі в пласт під час циклу паротеплового впливу невеликих порцій повітря, метану та діоксиду вуглецю.
Збільшення вилучення нафти при нагнітанні газу (при відношенні газ-пара — 3,6 м3/т) припадає на період, коли рівень видобутку з родовища стає дуже низьким; найкращі результати отримані при нагнітанні повітря та метану. Ефективним механізмом при нагнітанні газу є прискорене просування пари в зону гарячої води, що призводить до інтенсифікації прогріву пласта при однаковій кількості введеного в пласт тепла порівняно із закачуванням лише однієї пари.
Необхідно відзначити, що додавання газу до закачуваного теплоносія може призвести і до негативних наслідків: через велику різницю в значеннях в'язкості газу та рідини можливі випереджаючі прориви газу по високопроникних зонах.

## Закачування в пласт пари з піноутворювальними добавками
Для запобігання передчасним проривам пари по високо¬про-никних каналах у пласт разом з парою закачують термостійкі пінотвірні ПАР. З метою вибору ефективних термостійких пінних систем для ізоляції високопроникних зон пласта проведено експериментальні дослідження різних пінних композицій та визначено оптимальні склади пін для застосування в промислових умовах. Як пінотвірні ПАР досліджені такі реагенти: талове масло (побічний продукт промисловості), талове мило та ДС-РАС, які характеризуються достатньою термостійкістю. Як стабілізуючі добавки у пінних розчинах використовували карбоксиметилцелюлозу (КМЦ), метасилікат натрію, карбонат натрію. Як електроліти використовували хлористий кальцій та бішофіт.
У процесі досліджень застосовували композиції наступного складу:
- талове мило — 2,0 %
- метасилікат натрію — 4,0 %
- КМЦ або хлористий кальцій — 2,0 %.

На основі проведених експериментальних досліджень з тимчасового піноблокування високопроникних зон пласта на нафтових родовищах робляться наступні висновки:
- 1. Регулювання процесу теплового впливу шляхом тимчасового блокування вироблених зон пласта пінними системами призводить до тимчасового ефекту, який триває до 3  4 місяців. Надалі напрям фільтраційних потоків відновлюється і для вирівнювання теплового фронту необхідне повторне блокування вироблених зон.
- 2. Для підвищення ефективності регулювання процесу теплового впливу доцільно застосовувати більш стабільні склади (наприклад, гелетвірні).

На родовищі Мідвей-Сансет у Каліфорнії (США) парові піни використовуються при пароциклічних обробках свердловин десятки років. Даним способом оброблено тисячі свердловин. Як ПАР використовуються оксиалкільовані аміни, які стабільні при температурах до 260 °С. Ці ПАР діють не лише як відхилювачі, сприяючи збільшенню охоплення пласта парою, а й як реагенти, які знижують міжфазний натяг.
Недоліки пінних систем: недостатня стабільність, необхідність для їх генерації протягом тривалого часу закачувати в пласт пінотвірні агенти разом з газовою фазою. Крім того, склад включає не менше трьох реагентів.

## Комбіновані технології теплового впливу з внутрішньопластовою генерацією хімічних реагентів
Основні чинники, що обумовлюють підвищення ефективності теплових методів при їх поєднанні з хімічними методами:
- зниження поверхневого натягу на межі розділу витісняємої і витісняючої фаз та поліпшення змочуваності поверхні породи водою;
- розкладання хімічних реагентів під впливом температури з утворенням газів та інших речовин, що підвищують ефективність витіснення;
- утворення водо-, газонафтових емульсій або пінних систем у зонах підвищеної проникності, що сприяє вирівнюванню фронту витіснення та підвищує охоплення неоднорідних пластів процесом нафтовилучення.

Значний інтерес являє використання хімічних сполук, які розкладаються в пласті за високих температур з утворенням нових хімічних сполук-реагентів, що підвищують ефективність вилучення нафти при теплових методах впливу на пласт.
Перспективним напрямком удосконалення технології теплового впливу є використання групи азотовмісних сполук (карбаміду, нітриту натрію, вуглеамонійних солей, вуглеаміакату та ін), які характеризуються наступними властивостями:
- при підвищених температурах (до 60 — 150 °С) розкладаються з утворенням газів (CO2, NO) та лужних розчинів (NH4OH), що позитивно впливають на процес нафтовилучення;
- азотовмісні сполуки (АС) є продуктами великотоннажного виробництва промисловості і мають відносно невисоку вартість;
- вибухо-, пожежобезпечні, нетоксичні або слаботоксичні, мають помірну корозійну активність.

АС мають широкий спектр властивостей і тому по-різному впливають на пластову систему.
З великої групи АС широко відоме лише ефективне застосування карбаміду. Значний інтерес являють собою дослідження щодо застосування інших АС, наприклад, вуглеамонійних солей та інших які можуть розкладатися за значно менших температур, ніж карбамід і мають нові властивості.

## Термогазохімічний метод інтенсифікації притоків вуглеводнів
Одним з перспективних напрямків інтенсифікації видобутку нафти на нафтових родовищах з високим вмістом парафіну і високою ймовірністю подальшого збільшення обводнення пласта є поєднання теплового і хімічного впливу.
Досвід роботи Інституту проблем машинобудування імені А. М. Підгорного (ІПМаш) НАН України в області водневої енергетики дозволив створити новий метод збільшення притоку флюїду шляхом впливу на привибійну зону свердловин новими для нафтогазовидобувної промисловості конверсійними матеріалами.
У новій технології інтенсифікація притоків вуглеводнів здійснюється за рахунок очищення порового простору від неорганічних і органічних включень хімічно активними газами, які виділяються паливно-окиснювальними сумішами (ПОС) нового покоління і при горінні у воді гідрореагуючих складів (ГРС). Для отримання паливно-окиснювальних сумішей використовуються водні суспензії балістичних порохів і нітрит-нітратних комплексних сполук карбаміду з домішками полімерних нітрилвмісних компонентів і стабілізаторів горіння. Гідрореагуючі склади отримують з борорганічних сполук, порошкових матеріалів бору і алюмінію в композиції з лужними металами, їх гідридами або термітними сумішами.
Хімічні джерела гарячого газу в технології, названої імпульсним фізико-хімічним впливом (ІФХВ), відрізняються від традиційних складів, що застосовуються у термохімічних обробках:
– в екзотермічних перетвореннях бере участь кілька окиснювачів, основний із них — вода;
– робочим тілом процесу є суміш гарячих газів, в яких важлива роль відведена атомарному і молекулярному водню;
– у передполум'яних процесах окиснення нітрильних складових паливно-окиснювальних сумішей утворюються активні радикали атомарного кисню;
– гази в реакціях газоутворення виділяються один за іншим — імпульсно, а дискретно-імпульсна подача енергії у багато разів перевищує дію будь-якої вибухової речовини.